# Sargón II
Sargón II (en acadio: ;  Šarru-kīn) fue rey de Asiria entre los años 722 a. C. y 705 a. C.. Recibió el trono de Salmanasar V en el 722 a. C. No está claro si fue hijo de Tiglatpileser III o un usurpador del trono ajeno a la familia real.
En idioma siríaco, su nombre era ܣܪܓܘܢ.

## Biografía

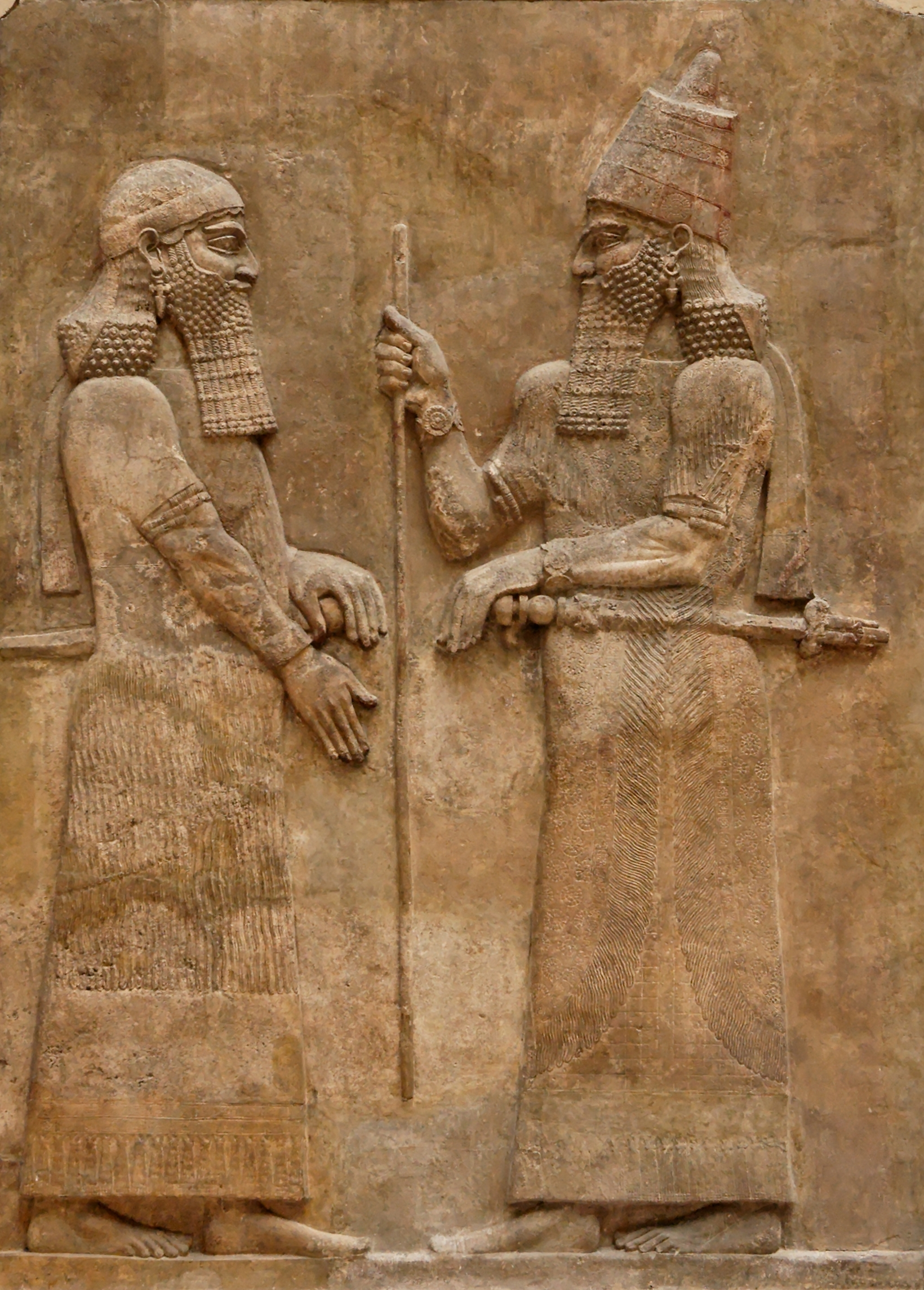
Bajorrelieve del palacio de Sargón en Dur Sharrukin (Museo del Louvre). El rey Sargón II (a la derecha) junto a su hijo, el príncipe Senaquerib (a la izquierda).

Sargón II fue rey de Asiria durante el Imperio nuevo. Ascendió al trono después de la muerte de Salmanasar V. Probablemente era un usurpador, aunque ―de acuerdo con un texto que se ha preservado― pretendía ser hijo de Tiglatpileser III. En cualquier caso, se apoderó del trono por la violencia, y su advenimiento supuso una ruptura con el pasado, pues en ninguna de sus inscripciones se hace mención de sus predecesores. Fue un rey poderoso, un gran conquistador y el fundador de la más importante dinastía de gobernantes asirios, bajo los cuales el imperio alcanzó sus más grandes triunfos.
Conocido por su mención en el Libro de Isaías, fue el primer rey asirio cuyo nombre se logró descifrar a mediados del siglo XIX, cuando la asiriología estaba aún en pañales, lo que constituyó un éxito para la arqueología bíblica.
Su primera campaña, en el 722 a. C., supuso la conquista de Samaria, aunque quizá cayó con anterioridad, cuando solo era comandante del ejército de Salmanasar V. En el 720 a. C. intervino en dos frentes a la vez: en Babilonia, para cortar la ayuda que Merodac-Baladan estaba recibiendo del elamita Ummanigash, y contra una coalición sirio-egipcia, reconquistando las provincias rebeldes de Arpad, Simirra y Damasco.

Una vez restablecida la situación en el interior, y en los confines del imperio, pasó a ocuparse de la cuestión que planteaba Urartu, que ―aunque castigado por Tiglatpileser III― volvía a representar una amenaza con su nuevo rey Rusa I. En el 717 a. C., anexiona Karkemish, posición estratégica sobre el Éufrates, con el pretexto de una supuesta conspiración de sus dirigentes con el rey Midas de Frigia. Al año siguiente organiza un sistema defensivo en el este, en Parsuash, para frenar la penetración de las tribus medas, todavía no bien cohesionadas. En el 715 a. C. repobló Samaria con deportados árabes, para contrarrestar la influencia de Egipto. En el 714 a. C. lanzó un violento ataque contra Urartu, quizá aprovechando la amenaza que este estado estaba sufriendo a cargo de los cimerios, lo que le permitió desequilibrar a su favor la pugna que mantenía con su vecino del norte. En el 713 a. C. intervino en el oeste, convirtiendo a Tabal y Cilicia en provincias asirias.
En el 711 a. C. aplastó una coalición filistea formada por Asdod, Judá, Edom, Moab y Egipto. Este es el hecho mencionado en el Libro de Isaías (20, 1-6), advirtiendo a los judíos contra el peligro de la sublevación.
En el 710 a. C., una vez aseguradas las fronteras, consideró el momento de ajustar viejas cuentas con Merodac-Baladan y de vengarse de Elam, emprendiendo una campaña con dos ejércitos. Mientras uno neutralizaba a las tropas elamitas, el otro derrotaba al rey de Babilonia. Así consiguió reanudar la tradición de la doble corona de Asiria y Babilonia, coronándose rey de Babilonia en el 709 a. C..
En el 707 a. C. volvió de Babilonia cargado con el botín y se dedicó a terminar la ciudad de Dur Sharrukin (llamada ahora Khorsabad), ubicada a unos 16 km al noreste de Nínive, y destinada a ser su nueva capital. Al año siguiente fue inaugurada, aún no terminada del todo, ni totalmente habitada.
Falleció el año 705 a. C. tratando de sofocar militarmente junto a su ejército una asonada en Tabal (Capadocia). A su muerte, Sargón II dejó un reino de bases aparentemente sólidas, pero en realidad, con graves problemas internos y rodeado de enemigos poderosos como Egipto, Urartu y Elam, que dificultaron los gobiernos posteriores.